# Спомен-камен
Спомен-камен је камен или стена, природног или обрађеног облика, постављен са циљем да обележи значајно место, догађај, личност или да послужи као трајни запис или међаш. За разлику од сложенијих споменичких структура попут статуа или обелиска, спомен-камен често карактерише једноставност форме, а његов значај проистиче из натписа, симбола уклесаних на њему, или самог места на којем се налази.

## Дефиниција и карактеристике
Спомен-камен је широко распрострањен облик обележавања који се јавља у различитим културама и историјским периодима. Основне карактеристике спомен-камена су:
- Материјал: Природни камен (нпр. гранит, мермер, пешчар, кречњак) или стена.[2]
- Облик: Може бити необрађен, грубо отесан, или финије обрађен у облику плоче, стуба, стеле или другог геометријског тела.
- Функција: Примарно комеморативна (очување сећања), индикативна (означавање места, границе, пута) или вотивна (заветна).[1]
- Натписи и орнаменти: Често садрже уклесане или урезане текстове (имена, датуми, посвете, цитати), симболе, грбове или једноставне ликовне представе.[3]
- Постављање: Обично се поставља директно на тло, на ниско постоље, или се узиђује у објекат.

## Историјски развој и примери

### Праисторијски и антички спомен-каменови
Употреба камена за обележавање и комеморацију сеже у дубоку праисторију.
- Мегалитска здања: Менхири (појединачни усправни необрађени или грубо отесани камени блокови) и друге мегалитске структуре често су имали ритуалну и споменичку функцију.[4]
- Античке цивилизације:
  - У Старом Египту, поред обелиска, користиле су се и камене стеле са хијероглифским натписима и рељефима.
  - У Античкој Грчкој, хорои (horoi) су били гранични каменови, а стеле су коришћене као надгробни споменици или за јавне натписе.
  - Римљани су постављали милиоказе (miliarium) дуж путева, који су означавали раздаљину, и термине (termini) као граничне ознаке. Значајне грађевинске подухвате или победе често су обележавали каменим плочама са натписима.[5]
  - Камен из Розете је чувени пример камене стеле са трилингвалним натписом.

### Средњовековни и каснији примери
- Средњовековни период: Камени спомен-крстови, надгробне плоче са натписима и грбовима, као и каменови темељци и узидане спомен-плоче на црквама и утврђењима. У балканском подручју, посебно су значајни стећци, монументални средњовековни надгробни споменици.[6]
- Нови век до данас: Традиција постављања спомен-каменова наставља се у различитим облицима:
  - Спомен-плоче на зградама где су живеле или радиле значајне личности, или где су се одиграли важни историјски догађаји.
  - Каменови темељци приликом изградње значајних објеката.
  - Једноставни спомен-каменови у природи, на планинарским стазама, или као обележја места страдања или херојства.
  - Спомен-чесме и спомен-извори често имају уклесане натписе на камену.

### Спомен-каменови у Србији (традиција "белега")
У народној традицији Србије, спомен-каменови, познати и као "белези" или "билизи", имали су важну улогу. Постављани су из различитих разлога:
- Као надгробна обележја, посебно у старијим периодима.
- Крајпуташи, иако често сложеније обрађени, у основи представљају врсту спомен-камена.
- Међашни каменови за обележавање граница имања или атара.
- Заветни каменови на местима молитве или окупљања.

## Врсте и функције
Спомен-каменови се могу класификовати према својој основној функцији:
- Гранични каменови (међаши, термини): Означавају границе.
- Путоказни каменови (милиокази, путокази): Пружају информације о раздаљинама.
- Каменови темељци: Обележавају почетак изградње.
- Комеморативни каменови: У спомен на личности или догађаје.
- Надгробни спомен-каменови: Обележавају гробна места.
- Заветни (вотивни) каменови: Постављени у знак завета или захвалности.

## Материјали и израда
Иако је основни материјал камен, његова врста и начин обраде могу значајно варирати. Користе се локално доступне врсте камена, али и племенитији материјали попут мермера и гранита. Обрада може бити минимална, где се задржава природни облик стене, или може укључивати фино клесање, полирање, урезивање натписа и орнамената.

## Симболика
Камен као материјал сам по себи носи снажну симболику:
- Трајност, вечност, непроменљивост.
- Чврстина, постојаност, темељ.
- Памћење, очување успомене.

Облик и локација спомен-камена, као и евентуални натписи и симболи на њему, додатно дефинишу његово специфично значење.